# Ilsebill Pfenning
Ilsebill Pfenning (ur. 17 sierpnia 1916, zm. 19 maja 1999) – szwajcarska lekkoatletka specjalizująca się w skoku wzwyż. Brała udział w konkursie skoku wzwyż na Mistrzostwach Europy w Lekkoatletyce 1938 w Wiedniu i zajęła 6. miejsce z wynikiem 1,55 m. Skakała techniką zwaną „Western Roll”.
27 lipca 1941 na zawodach w Lugano wyrównała rekord świata w skoku wzwyż, ustanowiony przez Brytyjkę Dorothy Odam i Południowoafrykankę Esther van Heerden, pokonując wysokość 1,66 m. Jej rekord został oficjalnie ratyfikowany po 35 latach od jego ustanowienia. Tym samym została pierwszą Szwajcarką, która ustanowiła sportowy rekord świata.